# Ivar Afzelius
Ivar Afzelius (15 de outubro de 1848, Upsália – 30 de outubro de 1921) foi um jurista e político sueco. Após haver estudado direito na Universidade de Upsália, Leipzig e Göttingen, ele foi nomeado professor de direito processual, em Upsália, em 1879. Bernhard Windscheid foi um dos seus professores. De 1891 e 1902, ele foi juiz do Supremo Tribunal da Suécia, de 1898 a 1903 e de 1905 a 1915 um membro do Riksdag, cuja primeira câmara, o Senado, foi presidida por ele de 1913 a 1915. A partir de 1905, ele foi membro da Corte Permanente de Arbitragem na Haia, e o presidente do Tribunal de Recursos de Svea, de 1910 a 1918.
Afzelius é lembrado por ter sido um precursor dos esforços legislativos pan-escandinavos, especialmente das leis do mar. Ele foi caracterizado como o protótipo de um jurista idealista em um estado liberal. Ainda assim, ele procurou ligar as tradições suecas ao pensamento dogmático (principalmente alemão), cuja recepção na Suécia foi fortemente promovido por sua autoridade. Ele foi membro da Academia Real de Ciências, em 1905, e da Academia sueca , em 1907.